# Damernas 3 000 meter i hastighetsåkning på skridskor vid olympiska vinterspelen 2014

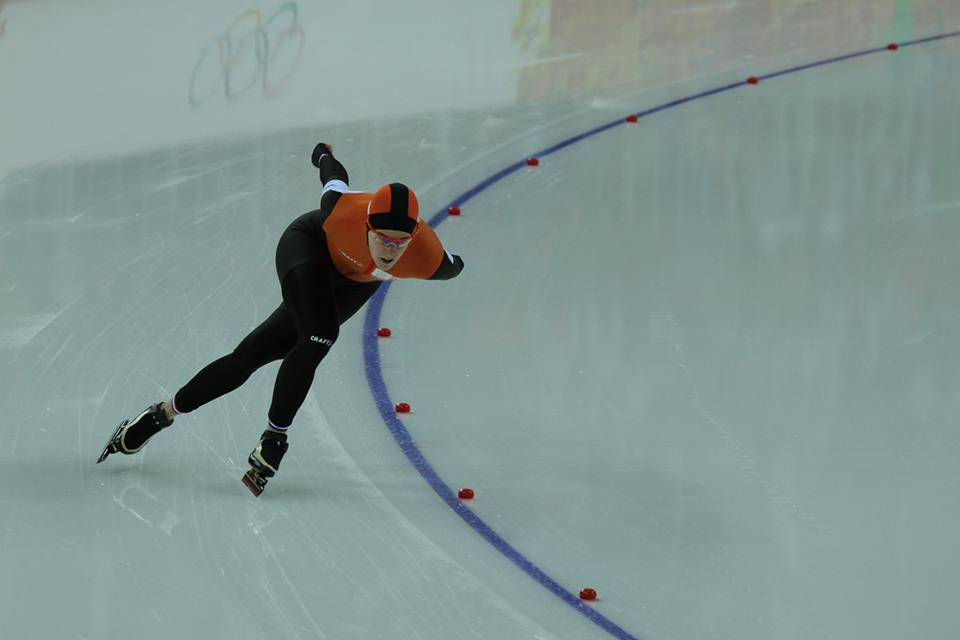
Ireen Wüst, guldmedaljör

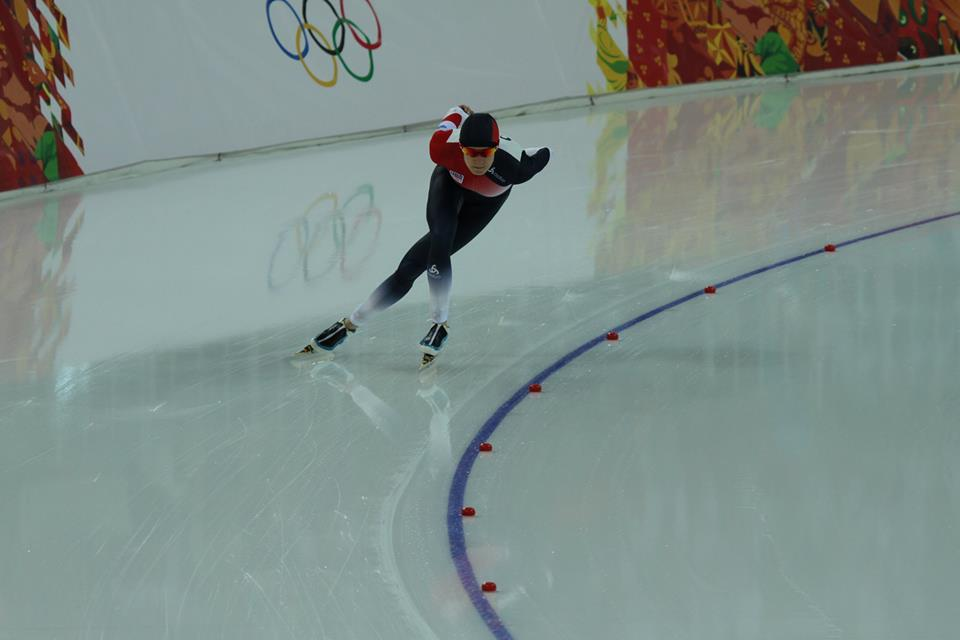
Martina Sáblíková, silvermedaljör

Damernas 3 000 meter i hastighetsåkning på skridskor vid olympiska vinterspelen 2014 hölls vid anläggningen Adler Arena skridskocenter, i Sotjis olympiska park, Ryssland, den 8 februari 2014, med start klockan 15:30 lokal tid.
Nederländskan Ireen Wüst vann guldet före den regerande olympiska mästaren från 2010, Martina Sáblíková från Tjeckien. 
Tre tidigare olympiska mästare (i 3 000 meter) tävlade om guldet: Sáblíková vann guld vid OS 2010 i Vancouver, Wüst vid OS 2006 i Turin och Claudia Pechstein vann vid OS 2002 i Salt Lake City. Pechstein slutade under OS 2014 på fjärde plats, medan silvermedaljören från föregående OS, Stephanie Beckert, slutade på sjuttonde plats.

## Rekord
Inför tävlingen gällde följande världs- och olympiskt rekord
| Världsrekord     | Cindy Klassen (CAN)     | 3:53,34 | Calgary, Kanada     | 13 mars 2006     |
| Olympiskt rekord | Claudia Pechstein (GER) | 3:57,70 | Salt Lake City, USA | 20 februari 2002 |

## Medaljörer
| Gren       | Guld             | Guld    | Silver                  | Silver  | Brons           | Brons   |
| 3000 meter | Ireen Wüst (NED) | 4:00,34 | Martina Sáblíková (CZE) | 4:01,94 | Olga Graf (RUS) | 4:03,47 |

## Resultat
28 tävlande deltog i tävlingen
| Teckenförklaring | Teckenförklaring                                 |
| ---------------- | ------------------------------------------------ |
| Pl.              | Åkarens slutplacering i tävlingen                |
| P                | Parindelning                                     |
| B                | Bana, innerbana (I) eller ytterbana (Y)          |
| TM               | Tidsmarginal                                     |
| OR               | Olympiskt rekord i hastighetsåkning på skridskor |
| TR               | Banrekord                                        |

| Pl. | P  | B | Namn                     | Nation        | Tid             | TM              |
| --- | -- | - | ------------------------ | ------------- | --------------- | --------------- |
| 1   | 13 | I | Ireen Wüst               | Nederländerna | 4.00,34 TR      | ±0              |
| 2   | 12 | I | Martina Sáblíková        | Tjeckien      | 4.01,94         | +1,61           |
| 3   | 10 | I | Olga Graf                | Ryssland      | 4.03,47         | +3,13           |
| 4   | 11 | I | Claudia Pechstein        | Tyskland      | 4.05,26         | +4,92           |
| 5   | 8  | I | Annouk van der Weijden   | Nederländerna | 4.05,75         | +5,41           |
| 6   | 11 | Y | Ida Njåtun               | Norge         | 4.06,73         | +6,39           |
| 7   | 14 | Y | Antoinette de Jong       | Nederländerna | 4.06,77         | +6,43           |
| 8   | 6  | I | Juliya Skokova           | Ryssland      | 4.09,35         | +9,02           |
| 9   | 13 | Y | Shiho Ishizawa           | Japan         | 4.09,39         | +9,05           |
| 10  | 10 | Y | Jilleanne Rookard        | USA           | 4.10,01         | +9,68           |
| 11  | 8  | Y | Bente Kraus              | Tyskland      | 4.10,16         | +9,83           |
| 12  | 9  | I | Jelena Peeters           | Belgien       | 4.10,87         | +10,53          |
| 13  | 3  | Y | Kim Bo-reum              | Sydkorea      | 4.12,08         | +11,74          |
| 14  | 5  | I | Mari Hemmer              | Sydkorea      | 4.12,21         | +11,87          |
| 15  | 1  | I | Shoko Fujimura           | Japan         | 4.12,71         | +12,37          |
| 16  | 9  | Y | Natalia Czerwonka        | Polen         | 4.13,26         | +12,92          |
| 17  | 4  | Y | Stephanie Beckert        | Tyskland      | 4.13,54         | +13,21          |
| 18  | 7  | I | Luiza Złotkowska         | Tyskland      | 4.14,18         | +13,85          |
| 19  | 7  | Y | Brittany Schussler       | Kanada        | 4.14,65         | +14,31          |
| 20  | 1  | Y | Jekaterina Sjichova      | Ryssland      | 4.14,97         | +14,63          |
| 21  | 14 | I | Masako Hozumi            | Japan         | 4.15,52         | +15,18          |
| 22  | 2  | I | Anna Rokita              | Österrike     | 4.16,43         | +16,09          |
| 23  | 4  | I | Francesca Lollobrigida   | Italien       | 4.16,51         | +16,18          |
| 24  | 3  | I | Ivanie Blondin           | Kanada        | 4.18,69         | +18,36          |
| 25  | 5  | Y | Noh Seon-yeong           | Sydkorea      | 4.19,02         | +18,68          |
| 26  | 2  | Y | Anna Ringsred            | USA           | 4.21,51         | +21,17          |
| 27  | 6  | Y | Yang Shin-young          | Sydkorea      | 4.23,67         | +23,33          |
| —   | 12 | Y | Katarzyna Bachleda-Curuś | Polen         | Diskvalificerad | Diskvalificerad |